# Cathédrale Notre-Dame-de-l'Assomption de Tanger
Cette  cathédrale n’est pas la seule cathédrale Notre-Dame-de-l'Assomption.
La cathédrale Notre-Dame-de-l'Assomption est la cathédrale catholique de la ville de Tanger au nord du Maroc, et le siège de l'archidiocèse de Tanger, l'un des deux diocèses de l'Église catholique au Maroc. Elle est dédiée à l'Assomption de Marie.  
On la surnomme aussi la « cathédrale espagnole » à cause du nombre important de ses fidèles hispanophones et de son caractère architectural. La cathédrale est aujourd'hui fort fréquentée par des migrants venus d'Afrique subsaharienne. 

## Architecture
L'édifice est construit en 1961 selon les techniques les plus modernes d'alors par l'architecte espagnol Luis Martínez-Feduchi Ruiz (es), tout en conservant des proportions classiques.
L'abside possède des vitraux de l'artiste verrier Arcadio Blasco (es), natif d'Alicante. C'est l'une des attractions majeures de la cathédrale.

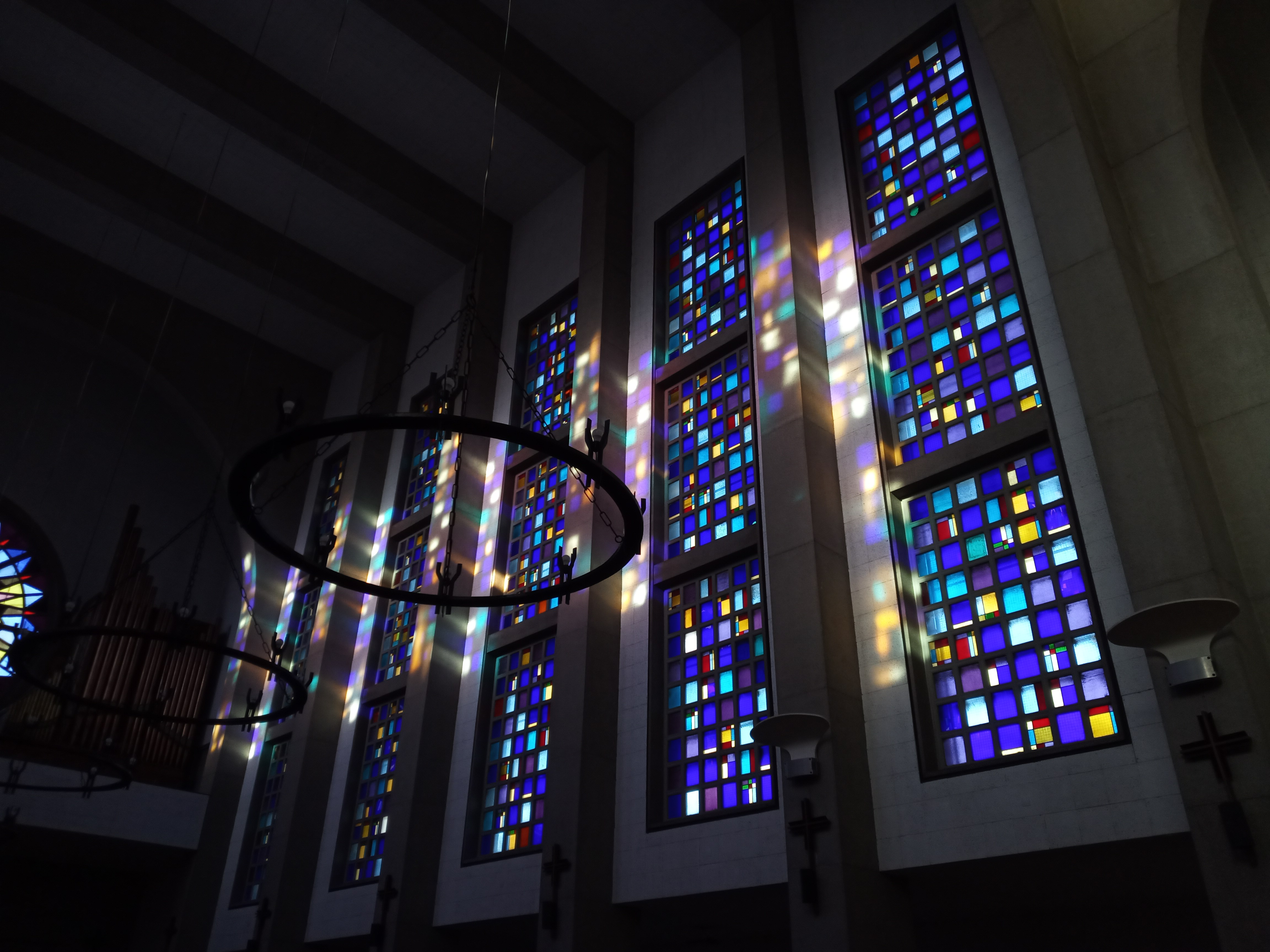
Détails des vitraux, côté droit.
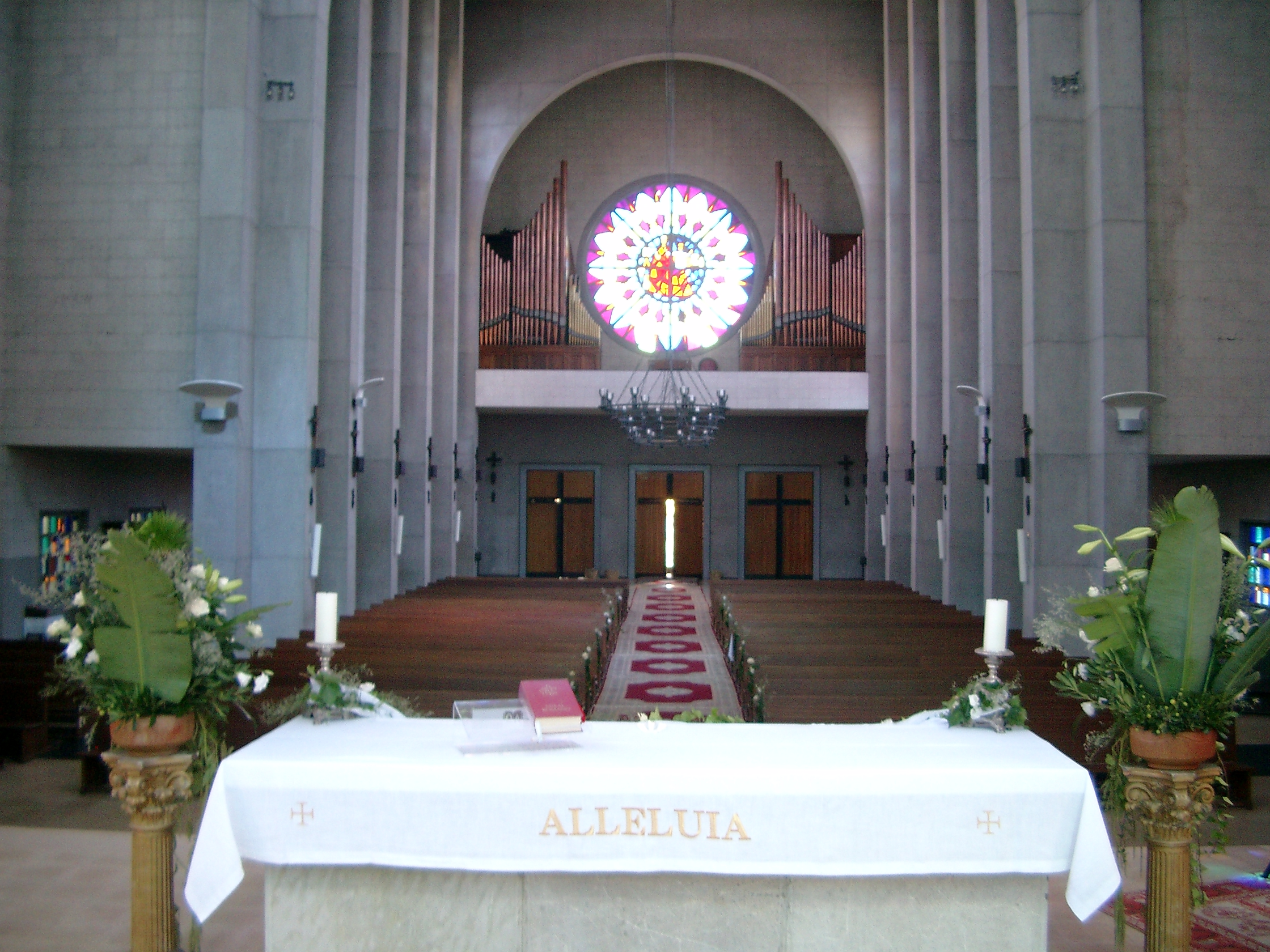
Vue de l'autel.
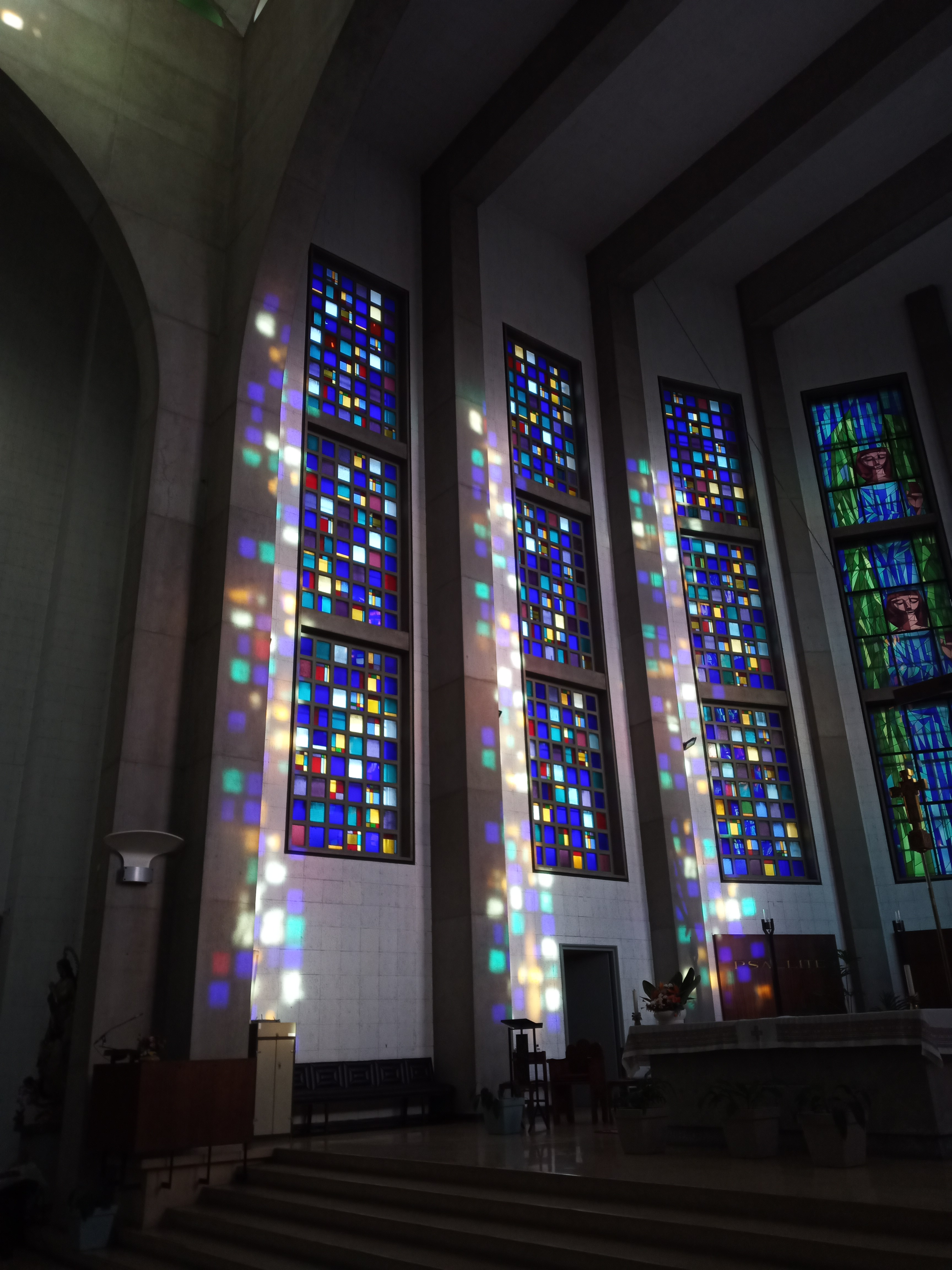
Détails des vitraux, côté gauche.

La dépouille du père José María Lerchundi, missionnaire au Maroc pendant plus de trente ans, se trouve dans la crypte.